# کی. پاپو
کی. پاپو (انگلیسی: K. Pappu؛ درگذشت ۱۱ ژوئیهٔ ۲۰۰۵) کارگردان، تهیه‌کننده و فیلم‌نامه‌نویس اهل هند بود.
از فیلم‌های به کارگردانی او می‌توان به روزی با عزت (۱۹۹۳) و ماها شاکتیشالی (۱۹۹۴) اشاره کرد.